# 舍利霍夫灣
舍利霍夫灣（俄語：залив Шелихова）是俄羅斯堪察加半島西北岸的大型海灣，以俄羅斯探險家格里戈里·伊萬諾維奇·舍利霍夫的姓氏命名。舍利霍夫灣位於鄂霍次克海，包含兩個較小的海灣：西邊的吉日金灣與東邊的品仁納灣；其西南方則有皮亞金半島（英語：P'yagin）、亞姆灣與亞姆群島。
鄂霍次克海幌筵島西北海岸也有一個舍利霍夫灣（50°22′35″N 155°37′12″E / 50.3764°N 155.62°E），名稱相近但地點、面積都不同。

## 歷史
1849年至1900年間，獵捕弓頭鯨與灰鯨的美國捕鯨船時常到舍利霍夫灣捕魚，並與當地居民交易漁獲及馴鹿，漁民們將這片海域稱為東北灣（Northeast Gulf）。1867年8月11日，來自美國麻塞諸塞州新伯福「史黛拉」號三桅帆船在舍利霍夫灣西北岸的特列蒂島遭遇船難，船被撞成碎片，兩名船員在撞擊過程中罹難，剩餘船員則被其它船隻救起。

## 野生動物
春、夏季期間，白鯨會聚集在舍利霍夫灣海域及河口，捕食產卵季的鮭魚、公魚與太平洋鯡。春季的舍利霍夫灣也能看到弓頭鯨。